# Липки (Кіреєвський район)
Липки (рос. Липки) — місто у Кірєєвському районі Тульскої області РФ.

## Географія
Розташований за 23 км на південний схід від залізничної станції Щекине та за 28 км на південь від Тули, до районного центру Кірєєвська — 15 км.

## Клімат
У Липках клімат помірно-континентальний. 
| Клімат Липок                               | Клімат Липок | Клімат Липок | Клімат Липок | Клімат Липок | Клімат Липок | Клімат Липок | Клімат Липок | Клімат Липок | Клімат Липок | Клімат Липок | Клімат Липок | Клімат Липок | Клімат Липок |
| Показник                                   | Січ.         | Лют.         | Бер.         | Квіт.        | Трав.        | Черв.        | Лип.         | Серп.        | Вер.         | Жовт.        | Лист.        | Груд.        | Рік          |
| Абсолютний максимум, °C                    | 7,0          | 7,1          | 19,0         | 29,0         | 33,2         | 35,0         | 39,0         | 39,2         | 30,0         | 23,6         | 16,9         | 9,3          | 39,2         |
| Середній максимум, °C                      | −4           | −3,8         | 2,3          | 11,9         | 19,1         | 22,6         | 25,1         | 23,2         | 17,0         | 9,4          | 1,3          | −3,3         | 10,1         |
| Середня температура, °C                    | −6,8         | −7,3         | −1,7         | 6,8          | 13,3         | 17,1         | 19,4         | 17,4         | 11,7         | 5,6          | −1,1         | −5,8         | 5,7          |
| Середній мінімум, °C                       | −9,7         | −10,9        | −5,5         | 1,8          | 7,4          | 11,4         | 13,9         | 12,1         | 7,1          | 2,3          | −3,4         | −8,4         | 1,5          |
| Абсолютний мінімум, °C                     | −34,3        | −36,1        | −32,2        | −15          | −4,3         | 1,9          | 4,6          | −1,1         | −6,8         | −13          | −26,3        | −33,2        | −36,1        |
| Середня кількість сонячних годин на місяць | 37,2         | 72,8         | 142,6        | 207,0        | 285,2        | 279,0        | 294,5        | 279,0        | 180,0        | 93,0         | 36,0         | 31,0         | 1937,3       |
| Норма опадів, мм                           | 42           | 35           | 30           | 40           | 43           | 76           | 79           | 66           | 59           | 58           | 42           | 44           | 614          |
| Днів з дощем                               | 5            | 5            | 6            | 12           | 13           | 16           | 15           | 13           | 13           | 15           | 12           | 6            | 131          |
| Днів зі снігом                             | 21           | 22           | 15           | 4            | 0,2          | 0            | 0            | 0            | 0,3          | 4            | 13           | 21           | 101          |
| Вологість повітря, %                       | 85           | 82           | 76           | 67           | 64           | 70           | 72           | 74           | 78           | 82           | 86           | 86           | 77           |
| ------------------------------------------ | ------------ | ------------ | ------------ | ------------ | ------------ | ------------ | ------------ | ------------ | ------------ | ------------ | ------------ | ------------ | ------------ |

## Історія
Виникло у 1951 році як центральне селище Липківських шахт Підмосковного буровугільного басейну під назвою Липківський.
Стутус міста отримано в 1955 році.

## Населення
Населення міста, станом на 2018 рік, — 8 541 особа.
| 1959     | 1967     | 1970     | 1979     | 1989     | 1996     | 1998     | 2000     | 2002   | 2005   | 2010   | 2011    | 2012    | 2013    | 2014    | 2015    | 2016    | 2017    | 2018    |
| -------- | -------- | -------- | -------- | -------- | -------- | -------- | -------- | ------ | ------ | ------ | ------- | ------- | ------- | ------- | ------- | ------- | ------- | ------- |
| ▬ 19 435 | ▼ 16 000 | ▼ 14 468 | ▼ 11 924 | ▼ 10 355 | ▲ 10 500 | ▼ 10 400 | ▼ 10 100 | ▼ 9843 | ▼ 9700 | ▼ 8719 | ▼ 8 700 | ▲ 8 759 | ▲ 8 874 | ▲ 8 950 | ▲ 9 011 | ▲ 9 048 | ▼ 8 976 | ▼ 8 541 |